# Autorretrato (Vanessa Beecroft)
Autorretrato (título original 'Self-Portrait, VBSS 03 MP'  é uma obra da artista italiana Vanessa Beecroft conservada na prestigiosa Galeria dos Autorretratos da Galeria Uffizi, em Florença.

## Descrição da Obra
Neste autorretrato fotográfico, Vanessa Beecroft se apresenta vestindo um longo vestido branco, cuja barra mostra sinais de queimadura. A artista segura nos braços dois bebês gêmeos negros, em uma imagem que remete deliberadamente à iconografia de uma Madona renascentista. A cena é construída sobre um fundo branco neutro, com composição frontal e minimalista, reforçando tanto a dimensão simbólica quanto o apelo visual.
A obra integra o projeto VBSS ("Vanessa Beecroft South Sudan"), relacionado à viagem da artista ao Sudão em 2005, onde ela se envolveu em iniciativas de adoção e documentário social. O projeto VBSS, e particularmente esta imagem, suscitaram debates intensos acerca da autenticidade dos gestos humanitários na arte contemporânea, sendo analisado à luz das tensões entre caridade, espetáculo e crítica social.

## Contexto e Significado
Self-Portrait, VBSS 03 MP emerge num momento de forte envolvimento pessoal e artístico de Beecroft com questões humanitárias e pós-coloniais. Inspirada na iconografia cristã, a obra tensiona os limites entre representação religiosa, maternidade contemporânea e crítica social. Ao adotar uma estética altamente polida, próxima da fotografia de moda, Beecroft levanta questões sobre a estetização do sofrimento e a complexa mediação entre arte e ativismo.
A imagem integra uma série de fotografias e vídeos que expandem a duração de suas performances e propõem novas formas de refletir sobre o corpo, a alteridade e a vulnerabilidade.

## Exposição e Doação
A obra foi doada por Vanessa Beecroft à Galleria degli Uffizi em 2010, entrando para a coleção de autorretratos contemporâneos.